# Marie Cheval
Marie Cheval, née le 15 septembre 1974 à Paris, est une dirigeante d'entreprise française. Elle occupe la fonction de présidente et directrice générale de Carmila depuis 2020.
Elle commence sa carrière à l'Inspection générale des finances en 1999 avant d'occuper des fonctions de direction au sein du groupe La Poste (2002-2011). Elle rejoint la Société générale en 2011, devenant présidente et directrice générale de Boursorama de 2013 à 2017. Elle entre ensuite au sein du groupe Carrefour, où elle est chargée de la stratégie numérique puis responsable des hypermarchés en France avant d'être nommée à la tête de Carmila, foncière détenant 215 centres commerciaux de Carrefour en France, en Italie et en Espagne.

## Biographie

### Famille et formation
Marie Camille Françoise Cheval naît le 15 septembre 1974 dans le 15e arrondissement de Paris du mariage de Pierre Cheval, viticulteur, et de Marie-Paule Gatinois, viticultrice,. Elle grandit à Aÿ-Champagne, dans le département de la Marne. Sa famille travaille dans le secteur du champagne depuis douze générations. Son arrière-grand-père est le créateur du « syndicat général des vignerons » et son père défend l'inscription des coteaux, maisons et caves de Champagne au patrimoine mondial de l'Unesco,.
De son union avec Ludovic Sénécaut, dirigeant de société,, sont nés un garçon et une fille.
Après des études secondaires au lycée Godard Roger d'Épernay, elle poursuit des études supérieures à Paris. Elle est diplômée de l'Institut d'études politiques de Paris en 1995. 

### Carrière
Elle suit les cours de l'École nationale d'administration (ENA), promotion « Cyrano de Bergerac (1997-1999),, et, à sa sortie, intègre l'Inspection générale des finances où elle est inspectrice adjointe puis inspectrice des finances de 3e classe à l'Inspection des finances,. À ce poste, elle participe notamment, au sein de la direction générale du Trésor, aux missions liées à la création d'Areva.
En 2003, elle entre au sein du groupe La Poste en tant que chargée de mission. Elle dépend alors directement de Patrick Werner, directeur des services financiers du groupe, et l'épaule dans la création de la future banque du groupe, qui prendra en 2006 le nom de La Banque postale,. À partir de 2003, elle cumule cette fonction avec celle de directrice administrative et financière de « SF2 », holding regroupant les filiales et participations du groupe La Poste dans le secteur des services financiers. En 2004, elle est nommée directrice de la stratégie des services financiers de La Poste. Lorsque La Banque postale est créée en 2006, elle en devient directrice marketing et commerciale après que l'Inspection des finances l'a « maintenue en service détaché auprès de la Banque postale pour y exercer des fonctions de direction pour une durée de deux ans à compter du 1er janvier 2006, au titre de la mobilité ». Elle est ensuite nommée  directrice des opérations en 2009. En parallèle, elle est présidente du conseil de surveillance de « La Banque Postale Financement », filiale de crédit à la consommation de l'établissement. En 2011, elle est à la tête des 19 centres financiers de La Poste et d'une équipe de 15 000 postiers lorsqu'elle annonce son départ du groupe,.
Elle rejoint alors le groupe Société générale, où elle occupe pendant deux ans le poste de responsable des transactions et des services de paiement en France et à l'international,. En 2013, elle est nommée au poste de présidente et directrice générale (PDG) de Boursorama, banque en ligne dont le capital est majoritairement détenu par la Société générale,. Sous sa direction, Boursorama devient en 2014-2015 une filiale exclusive de la Société générale en étant retirée de la cote d'Euronext,. La banque en ligne connaît également une croissance notable de sa clientèle, passant de 500 000 clients fin 2013 à 1,1 million au 30 juin 2017,,. Marie Cheval quitte ses fonctions au sein de Boursorama le 30 septembre 2017.
Elle rejoint Carrefour en tant que directrice exécutive « clients, services et transformation digitale » et membre du comité exécutif,. À ce poste, elle est chargée de la transformation digitale du groupe voulue par Alexandre Bompard, pour répondre au développement du e-commerce,. En 2018, elle est nommée à la tête des hypermarchés de Carrefour en France,. En novembre 2020, elle devient PDG de Carmila, foncière cotée détenant alors 215 centres commerciaux du groupe Carrefour en France, en Italie et en Espagne,
.

### Autres fonctions
Depuis 2013, elle siège au conseil de surveillance du groupe Laurent-Perrier. Elle en devient vice-présidente en 2021. Elle siège également depuis 2018 au conseil de surveillance du groupe M6 en tant que membre indépendante et présidente du comité des rémunérations et des nominations,.

## Distinctions
Le 13 novembre 2014, Marie Cheval est nommée au grade de chevalier de l'ordre national du Mérite au titre de « présidente-directrice générale d'une banque en ligne ; 15 ans de services »
Le 31 décembre 2018, elle est nommée au grade de chevalier de l'ordre national de la Légion d'honneur au titre de « directrice exécutive, clients et transformation digitale dans un groupe d'hypermarchés ; 20 ans de services »